# Орехов, Алексей Егорович
Алексей Егорович Орехов (1915—1988) — младший лейтенант Рабоче-крестьянской Красной Армии, участник Великой Отечественной войны, Герой Советского Союза (1943).

## Биография
Алексей Орехов родился 15 марта 1915 года в селе Шляхово (ныне — Корочанский район Белгородской области). После окончания начальной школы работал разнорабочим. В марте 1943 года Орехов был призван на службу в Рабоче-крестьянскую Красную Армию. С мая того же года — на фронтах Великой Отечественной войны.
К сентябрю 1943 года красноармеец Алексей Орехов был стрелком-связным 569-го стрелкового полка 161-й стрелковой дивизии 40-й армии Воронежского фронта. Отличился во время битвы за Днепр. 23 сентября 1943 года Орехов одним из первых переправился через Днепр в районе села Зарубинцы Каневского района Черкасской области Украинской ССР и принял активное участие в боях за захват и удержание плацдарма на его западном берегу. В тех боях получил ранение, но продолжал сражаться и поддерживать связь между подразделениями.
Указом Президиума Верховного Совета СССР от 23 октября 1943 года красноармеец Алексей Орехов был удостоен высокого звания Героя Советского Союза с вручением ордена Ленина и медали «Золотая Звезда».
После окончания войны в звании младшего лейтенанта Орехов был уволен в запас. Вернулся на родину, работал в колхозе. Умер 29 июля 1988 года.
Был также награждён двумя орденами Отечественной войны 1-й степени и рядом медалей.